# وادي أيلون

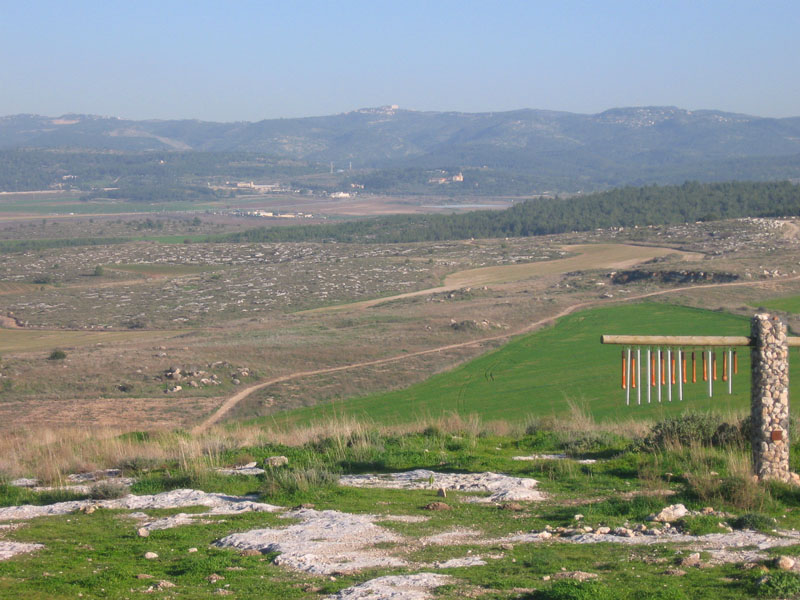
صورة لوادي أيلون التُقِطَت من تل الجزر

وادي أَيَلُون (أيضًا أَجَلُون، بالعبرية: אַיָּלוֹן أو איילון) هو وادٍ يقع في الأرض المنخفضة في وادي الخليل في فلسطين المحتلة والضفة الغربية، وعُرِف في القرن التاسع عشر بقرية يالو عند سَفْح ممر بيت حُورُون، وهي قرية فلسطينية عربية تقع على بُعْد 13 كيومترًا جنوب شرق الرملة في الضفة الغربية، ولكنها تدمرت على يد الاحتلال الإسرائيلي سنة 1967م.